# Latrun
Latrun (hebr. לטרון; arab. اللطرون) – wzgórze położone w zachodniej części Doliny Ajalon na granicy równiny Szefeli i Wyżyny Judejskiej, w Zachodnim Brzegu. Z racji swojego strategicznego położenia przy drodze prowadzącej do Jerozolimy wzgórze odegrało ważną rolę w historii.

## Geografia
Wzgórze Latrun zamyka od zachodu Dolinę Ajalon. U jego podnóża krzyżują się dwie ważne strategicznie drogi. Pierwsza łączy Jerozolimę z nadmorską równiną Szaron i portami nad Morzem Śródziemnym. Druga droga łączy Strefę Gazy z Ramallah w Samarii. Wzgórze jest położone 15 km na zachód od Jerozolimy i 14 km na południowy wschód od Ramli. W bezpośrednim sąsiedztwie Latrun znajdują się kibuce Nachszon i Sza’alwim, moszaw Kefar Bin Nun oraz wioska Newe Szalom.

## Etymologia nazwy
Istnieją dwie teorie na temat pochodzenia nazwy wzgórza. Pierwsza jest związana z budową zamku krzyżowców, który się nazywał: Le toron des chevaliers (pol. Zamek rycerzy). Druga teoria głosi, że nazwa Castellum boni Latronis (pol. Twierdza dobrego złodzieja/łotra) została nadana przez chrześcijańskich pielgrzymów i była związana ze złoczyńcą („dobrym łotrem”), który został ukrzyżowany razem z Jezusem Chrystusem (Ewangelia Łukasza 23:40-43).

## Historia

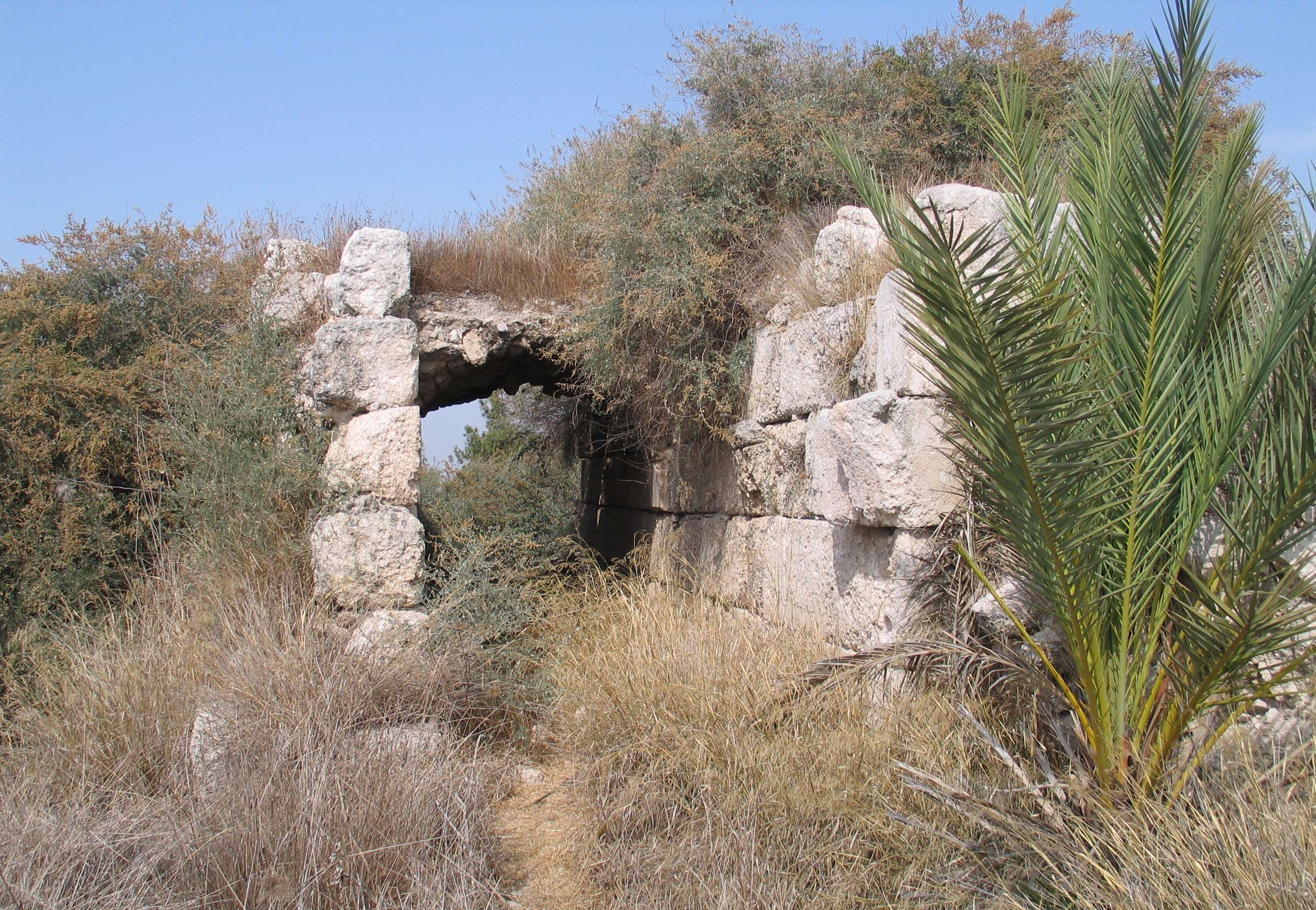
Ruiny zamku krzyżowców na wzgórzu Latrun

Wzgórze Latrun, ze względu na swoje strategiczne położenie, odegrało ważną rolę podczas wielu historycznych wydarzeń. W czasach starożytnych doszło w tej okolicy do bitwy, w której Jozue pokonał Amorytów. Po podboju Kanaanu Żydzi dokonali podziału ziemi pomiędzy dwanaście plemion Izraela. Starożytne miasto Ajalon przypadło plemieniu Dan i zostało wyznaczone jako jedno z miast przyznanych lewitom. Pomimo podboju Kanaanu Żydzi byli nieustannie nękani najazdami Filistynów i z upływem czasu opuścili dolinę Ajalon wycofując się w góry Judzkie.
Dolina była miejscem wielkiego zwycięstwa króla Saula nad Filistynami. W późniejszych latach dolina była zamieszkana przez plemię Benjamina. Po podziale Królestwa Izraela Ajalon stało się granicą pomiędzy Królestwem Judy a położonym na północy Królestwem Izraela. Pierwszy król judzki Roboam wzmocnił fortyfikacje miasta Ajalon, zapewniając mu garnizon, broń i zapasy żywności. Podczas powstania Machabeuszów Juda Machabeusz rozłożył tutaj swój obóz, oczekując na wojska Seleucydów. Wykorzystując czynnik zaskoczenia, pokonał on Greków w bitwie, co doprowadziło do utworzenia państwa Machabeuszy.
O kontrolę nad drogą położoną przy wzgórzu walczyli krzyżowcy z Arabami, usiłując otworzyć przejście przez góry do Jerozolimy. W 1187 Templariusze wybudowali tutaj zamek obronny Le toron des chevaliers, z którego do czasów dzisiejszych przetrwały ruiny głównej wieży oraz wewnętrznego dziedzińca. W dolinie doszło do kilku ważnych potyczek krzyżowców z Arabami. Pomimo waleczności krzyżowców ziemie te przeszły pod panowanie islamu.
Nie wiadomo kiedy, we wschodniej części wzgórza powstała niewielka arabska wioska al-Latrun. Pod koniec panowania osmańskiego, w grudniu 1890, w zachodniej części wzgórza został założony klasztor. Osiedlili się tutaj francuscy, niemieccy i flamandcy mnisi z Zakonu Cystersów Ściślejszej Obserwancji (w skrócie Trapiści) z francuskiego klasztoru trapistów Sept-Fons Abbey. O założenie klasztoru wnioskował Monseigneur Pojet z Patriarchatu Łacińskiego Jerozolimy. Klasztor był poświęcony Matce Boskiej Bolesnej. W liturgii obowiązywał język francuski. Mnisi zakupili od braci Batato budynek „Howard Hotel” wraz z dwustoma hektarami ziemi, na których utworzyli słynną winnicę ze szkołą rolniczą. W 1909 uzyskali oficjalny status klasztoru, a w 1937 powstało opactwo Latrun. Podczas I wojny światowej mnisi zostali zmuszeni przez Turków do opuszczenia klasztoru. Budynki klasztorne zostały wówczas ograbione. Do zniszczonego klasztoru mnisi powrócili w 1926 i rozpoczęli budowę obecnych zabudowań. W latach 1931–1963 przy klasztorze istniała szkoła dla chłopców.

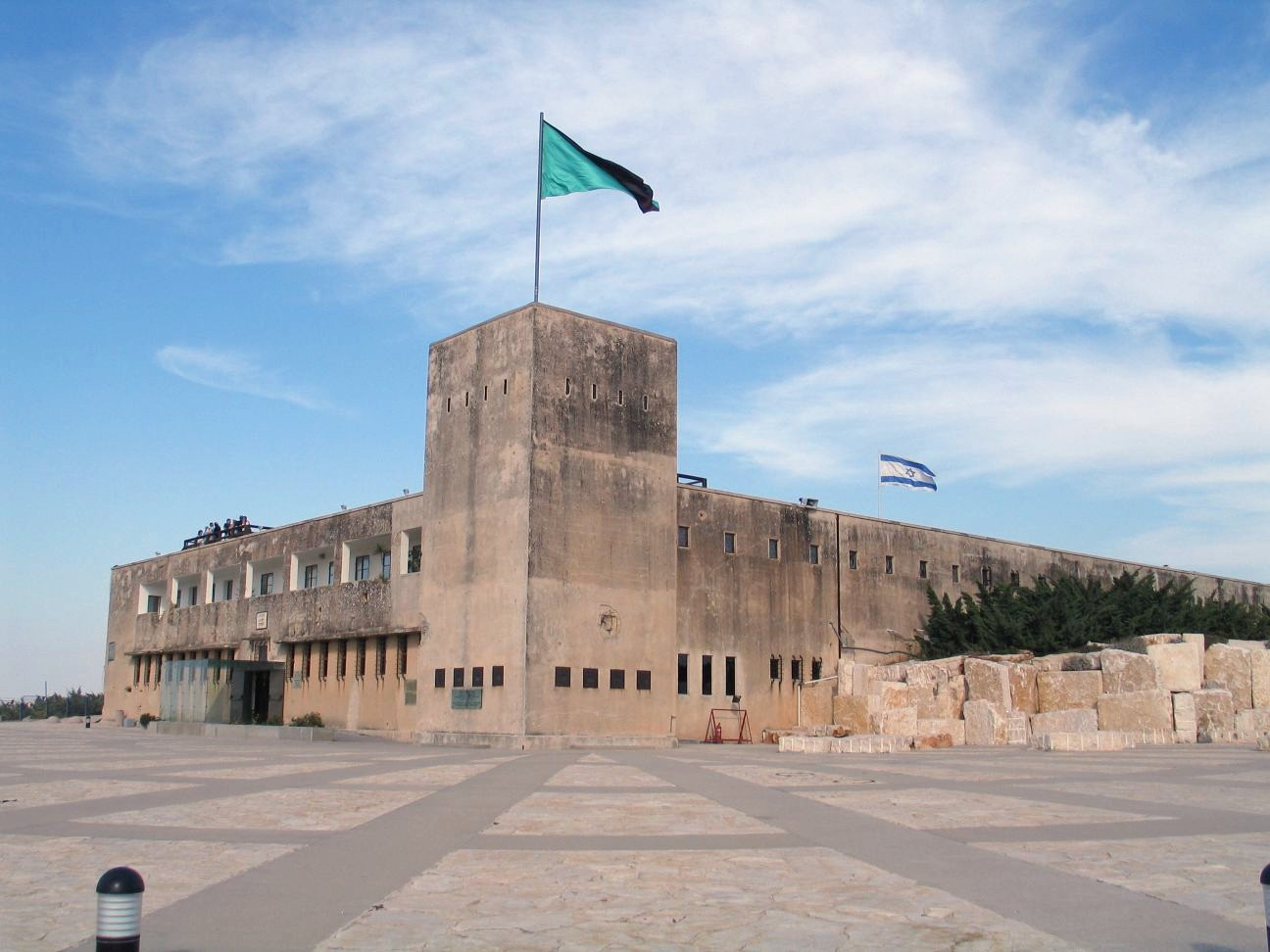
Brytyjski Fort Tegart na wzgórzu Latrun

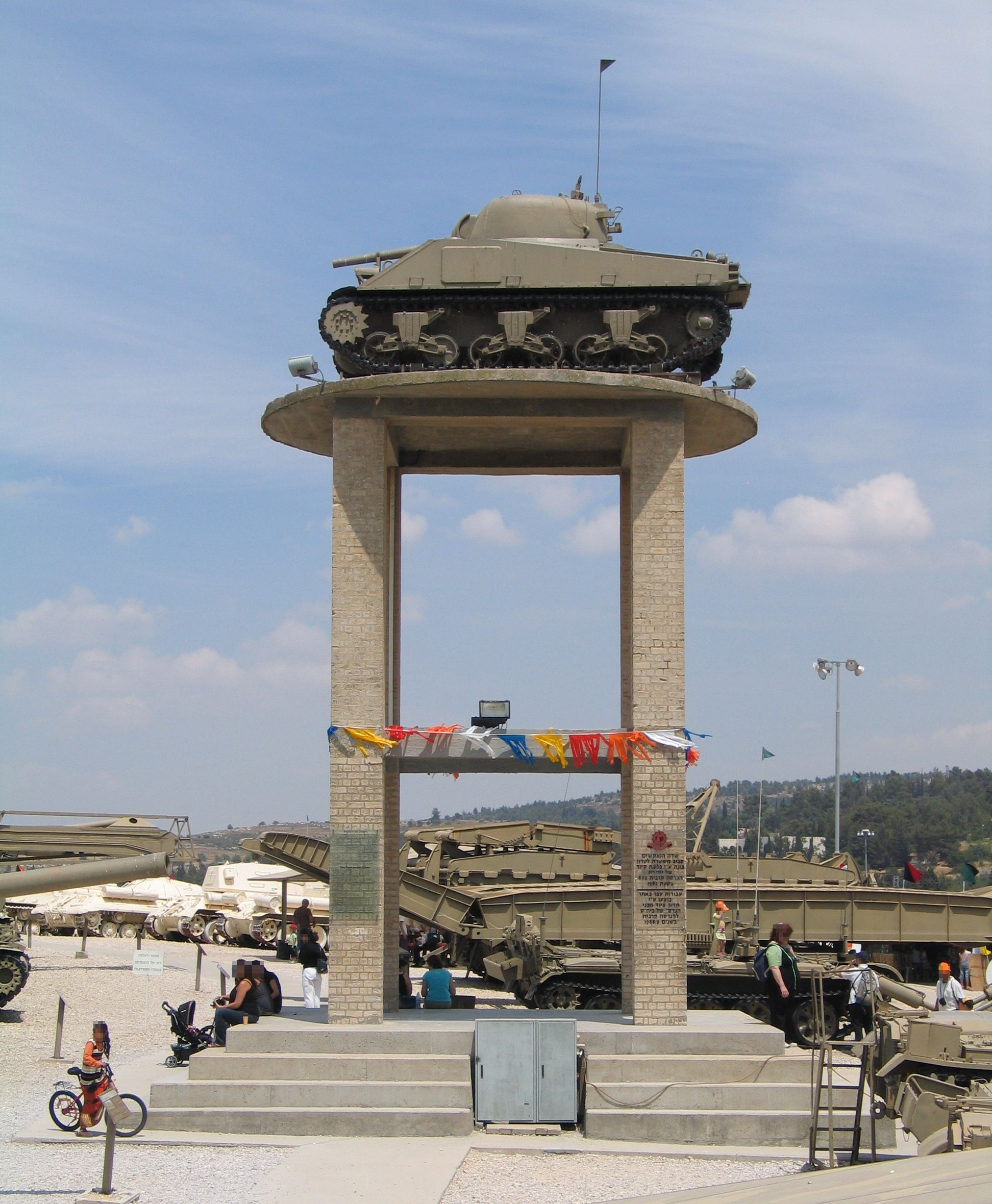
Muzeum Jad la-Szirjon w Latrun

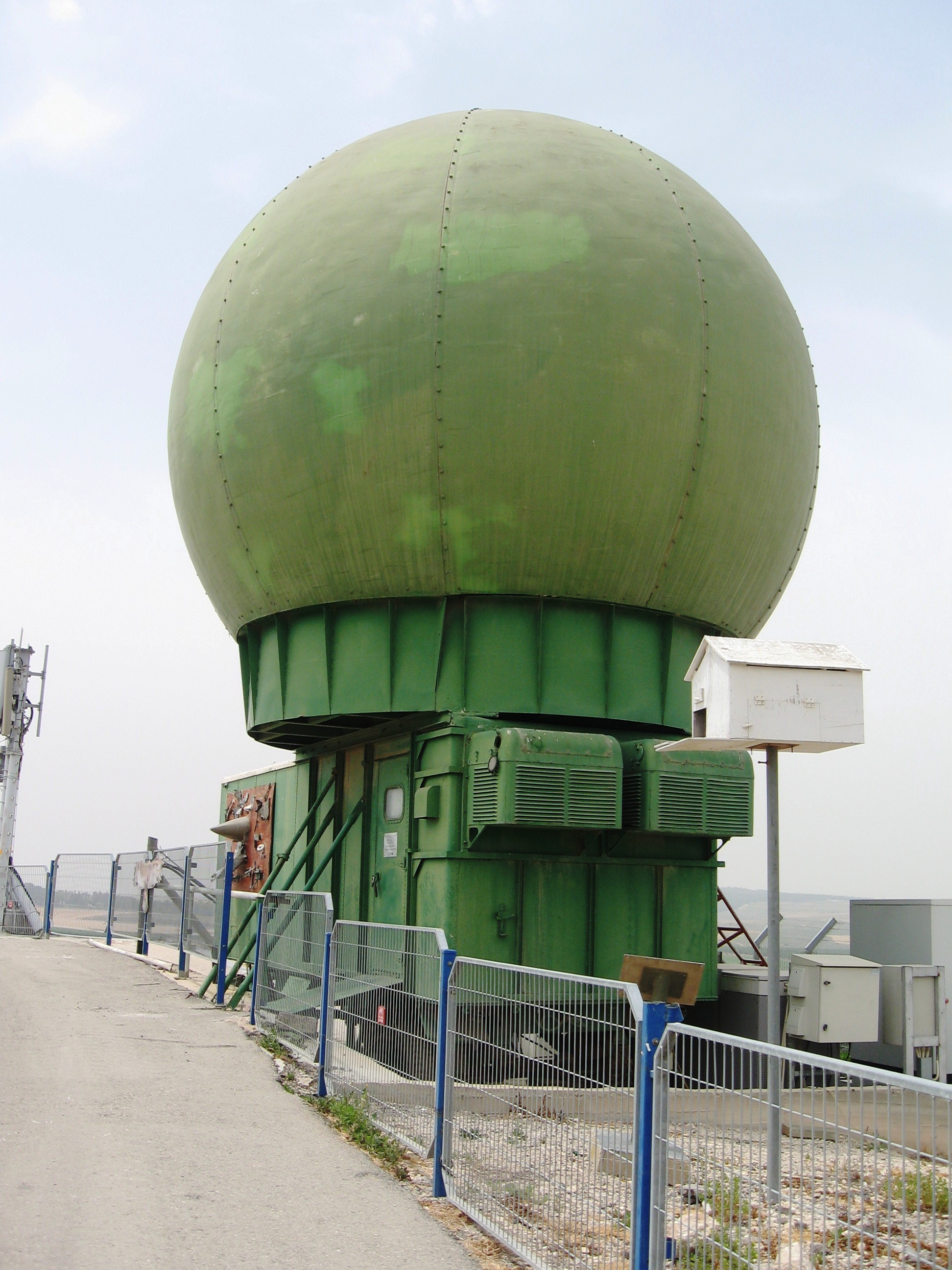
Radar podający informacje o migracji ptaków w promieniu 50 km wokół Latrun

W okresie brytyjskiego panowania, w latach 1936–1939 w Mandacie Palestyny doszło do wybuchu arabskiej rewolty. W odpowiedzi władze mandatowe rozpoczęły budowę szeregu fortów policji, nazwanych od nazwiska ich projektanta fortami Tegart. Wzgórze Latrun zostało wybrane pod budowę jednego z takich fortów. Został on wybudowany na północnym zboczu wzgórza, przy strategicznym skrzyżowaniu drogi z wybrzeża do Jerozolimy, z drogą ze Strefy Gazy do Ramallah. Fort powstał w latach 1941–1942 i pełnił funkcję posterunku policji oraz tymczasowego aresztu.
Uchwalona 29 listopada 1947 roku Rezolucja Zgromadzenia Ogólnego ONZ nr 181 zakładała, że na terenie byłego Mandatu Palestyny miały powstać dwa państwa (żydowskie i arabskie) oraz mała międzynarodowa strefa obejmująca Jerozolimę i Betlejem. Strefa międzynarodowa miała pozostawać poza granicami obu państw i być zarządzana przez Narody Zjednoczone, które stawały się gwarantem bezpieczeństwa wszystkich świętych miejsc Chrześcijaństwa, Islamu i Judaizmu w obu miastach. Zgodnie z planem podziału Palestyny, Latrun miało znaleźć się w granicach państwa arabskiego.
Od pierwszych dni wojny domowej w Mandacie Palestyny Arabowie skoncentrowali większość swoich wysiłków na zablokowaniu żydowskiej komunikacji z Jerozolimą. Żydowska organizacja paramilitarna Hagana przystąpiła do organizowania konwojów do Jerozolimy. Za obronę rejonu Jerozolimy odpowiadała Brygada Ecjoni, a konwoje ochraniała Brygada Harel. Równolegle Brygada Giwati przeprowadziła w kwietniu 1948 operację Nachszon, podczas której siły żydowskie przejęły kontrolę nad prawie całą drogą do Jerozolimy. Wyjątek stanowił rejon Latrun, który aż do 15 maja pozostawał pod kontrolą brytyjskiej armii. Brytyjczycy pozwolili siłom Arabskiej Armii Wyzwoleńczej przejęcie kontroli nad wschodnią częścią wzgórza Latrun. Dodatkowo w okolicy działały mniejsze siły Armii Świętej Wojny, które nękały i paraliżowały żydowskie konwoje. W dniach 8-16 maja żydowska Hagana przeprowadziła operację Maccabi. W czasie jej trwania Brygada Giwati nacierała od zachodu na Latrun, podczas gdy Brygada Harel nacierała od strony Jerozolimy w kierunku na Sza’ar ha-Gaj. Operacja zakończyła się niepowodzeniem i po poniesieniu ciężkich strat Żydzi wycofali się. Pod koniec tych starć, w nocy 14 maja fort w Latrun opuścili brytyjscy żołnierze. Niemal równocześnie dowodzący Arabską Armią Wyzwoleńczą Fauzi al-Kawukdżi otrzymał rozkaz przegrupowania swoich oddziałów na północ, bliżej granicy Syrii. Podległe mu jednostki rozpoczęły więc odwrót w kierunku Ramallah i następnie w stronę Galilei. W rezultacie w rejonie Latrun pozostały jedynie niewielkie siły Armii Świętej Wojny. Cały obszar pozostawał prawie pozbawiony arabskiej obrony przez trzy kolejne dni. Jednak strona żydowska nie posiadała odpowiednich danych wywiadowczych oraz cierpiała na niedostatek sił zbrojnych, wobec czego nie była w stanie przejąć kontroli nad tym strategicznym odcinkiem drogi do Jerozolimy. Na samym początku wojny o niepodległość - 15 maja - do dawnego Mandatu Palestyny wkroczył jordański Legion Arabski. Część jego sił zajęła 17 maja rejon wzgórza Latrun. W ten sposób żydowska komunikacja z Jerozolimą została całkowicie przerwana. Stało się to powodem przeprowadzenia kolejnych żydowskich operacji wojskowych – operacja Bin Nun Alef (24-25 maja 1948), operacja Bin Nun Bet (30-31 maja), operacja Joram (8-9 czerwca) i operacja Danny (9-18 lipca). Wszystkie one zakończyły się izraelskimi porażkami, a wzgórze Latrun pozostało pod kontrolą wojsk jordańskich. Aby obejść ich pozycje, Żydzi wybudowali Drogę Birmańską i poprzez góry dostarczali zaopatrzenie do oblężonej Jerozolimy.
Po wojnie wzgórze Latrun weszło w skład Transjordanii, przy czym dawny brytyjski fort znalazł się w strefie zdemilitaryzowanej nadzorowanej przez międzynarodowe siły UNTSO. W następnych latach w rejonie Latrun dochodziło do licznych incydentów, w których arabscy snajperzy ostrzeliwali żydowskie samochody. Podczas wojny sześciodniowej w 1967 roku Izraelczykom udało się opanować Latrun. Sąsiednie wioski al-Latrun i Jalu zostały wówczas zrównane z ziemią. Później utworzono tutaj Park Narodowy Kanada.
4 września 2012 roku zostały podpalone drzwi klasztoru trapistów. Ściany świątyni zostały zniszczone przez wandali napisami w języku hebrajskim. (english.alarabiya.net)

## Nauka
W Latrun umiejscowiono siedzibę Międzynarodowego Ośrodka Badań nad Migracją Ptaków, który działa we współpracy z Izraelskim Stowarzyszeniem Ochrony Przyrody i Uniwersytetem Tel Awiwu. Prowadzi się tutaj różnorodne badania ptaków, między innymi przy pomocy radaru obserwuje się migrację ptaków, którym przymocowano wcześniej specjalne nadajniki. Tutejszy radar ma zasięg do 50 km.

## Turystyka
Największymi atrakcjami turystycznymi Latrun są: klasztor trapistów z winnicami, muzeum wojsk pancernych Jad la-Szirjon oraz Park Mini Izrael.
Budowę Muzeum Jad la-Szirjon rozpoczęto 14 grudnia 1982 roku i jest to obecnie muzeum korpusu pancernego Sił Obronnych Izraela. Zgromadzono tutaj około 110 czołgów i pojazdów opancerzonych wszystkich typów i rodzajów używanych przez izraelską armię, w tym Merkawa i T-72. W parku Mini Izrael zgromadzono liczne modele obiektów zabytkowych Izraela w zmniejszonej skali. Klasztor trapistów natomiast słynie ze wspaniałych winnic.

## Komunikacja
Na wschód od Latrun znajduje się węzeł drogowy - skrzyżowanie autostrady nr 1 z drogą ekspresową nr 3. Natomiast na zachód od Latrun przebiega droga nr 424, którą jadąc na północny zachód dojedzie się do Parku Mini Izrael.